# Diradius jalapae
Diradius jalapae is een insectensoort uit de familie Teratembiidae, die tot de orde webspinners (Embioptera) behoort. De soort komt voor in Mexico (Veracruz).
Diradius jalapae is voor het eerst wetenschappelijk beschreven door Ross in 1944.